# 的里雅斯特大运河

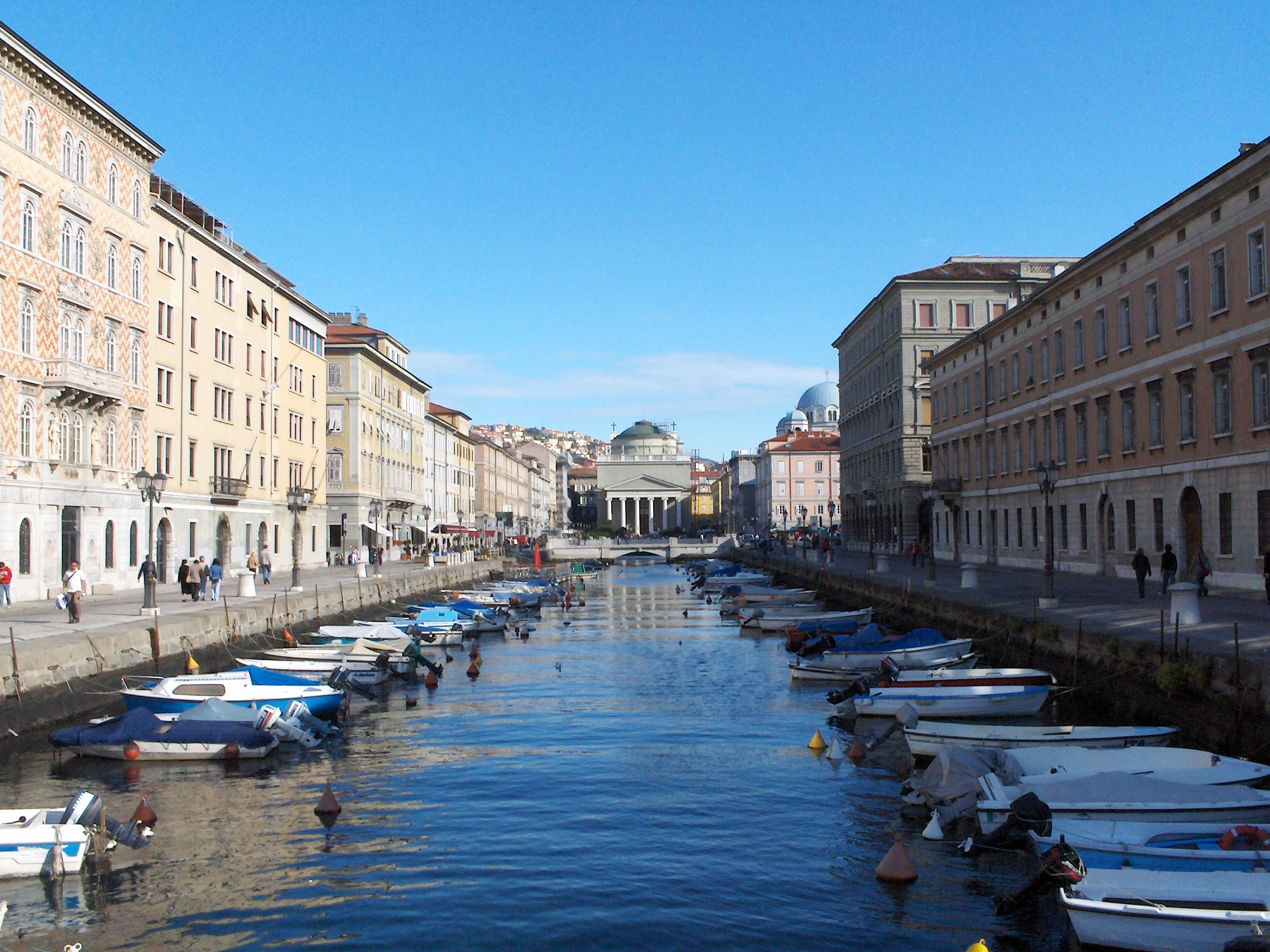
从海边看圣安多尼堂方向

的里雅斯特大运河是位于的里雅斯特市市中心的一条水道，贯穿特蕾西亚城地区，介于火车站与意大利统一广场之间。该运河沿岸建有众多美丽的宫殿、教堂、桥梁和广场。
这条运河开挖于1754年至1756年，使船只能直接到达市中心装卸货物。
最初的运河较今日长，直抵新圣安多尼堂。运河的末段在1934年填埋，形成圣安多尼广场。 

## 建筑
- 阿埃代斯宫（Palazzo Aedes），又名红色摩天大厦（grattacielo rosso），1928年
- 戈普切维奇宫（Palazzo Gopcevich），1850年，设有卡洛·施密德尔戏剧博物馆
- 新圣安多尼堂，新古典主义风格
- 极地之星咖啡馆（caffè Stella Polare）
- 塞尔维亚正教会圣三一圣斯皮里第奥尼堂（tempio di San Spiridione），1869年，淡蓝色圆顶
- Genel宫，1873年
- 卡尔乔蒂宫（Palazzo Carciotti），1805年

## 桥梁

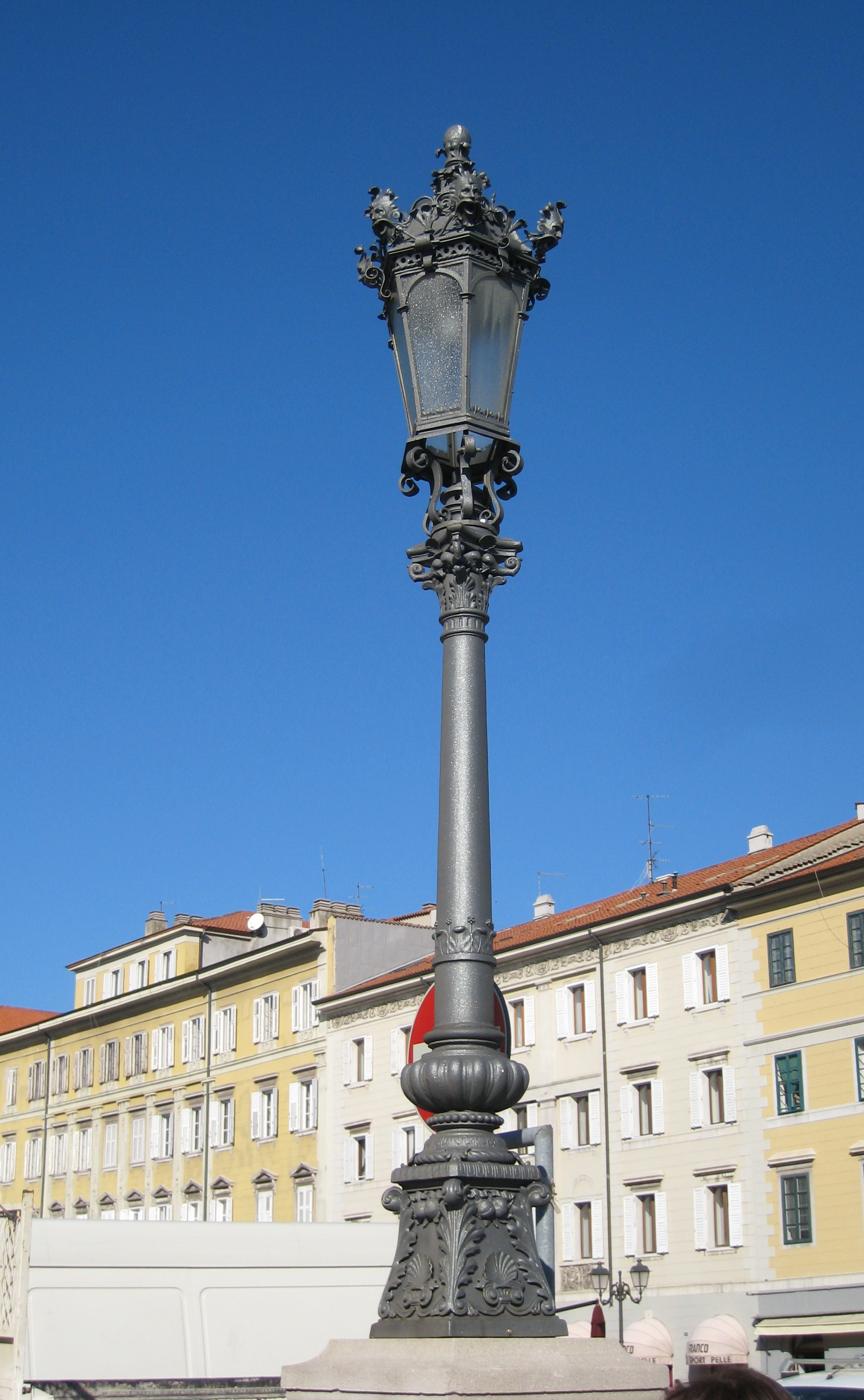
红桥的灯

运河上现在有两座桥：
- 红桥
- 绿桥

## 广场

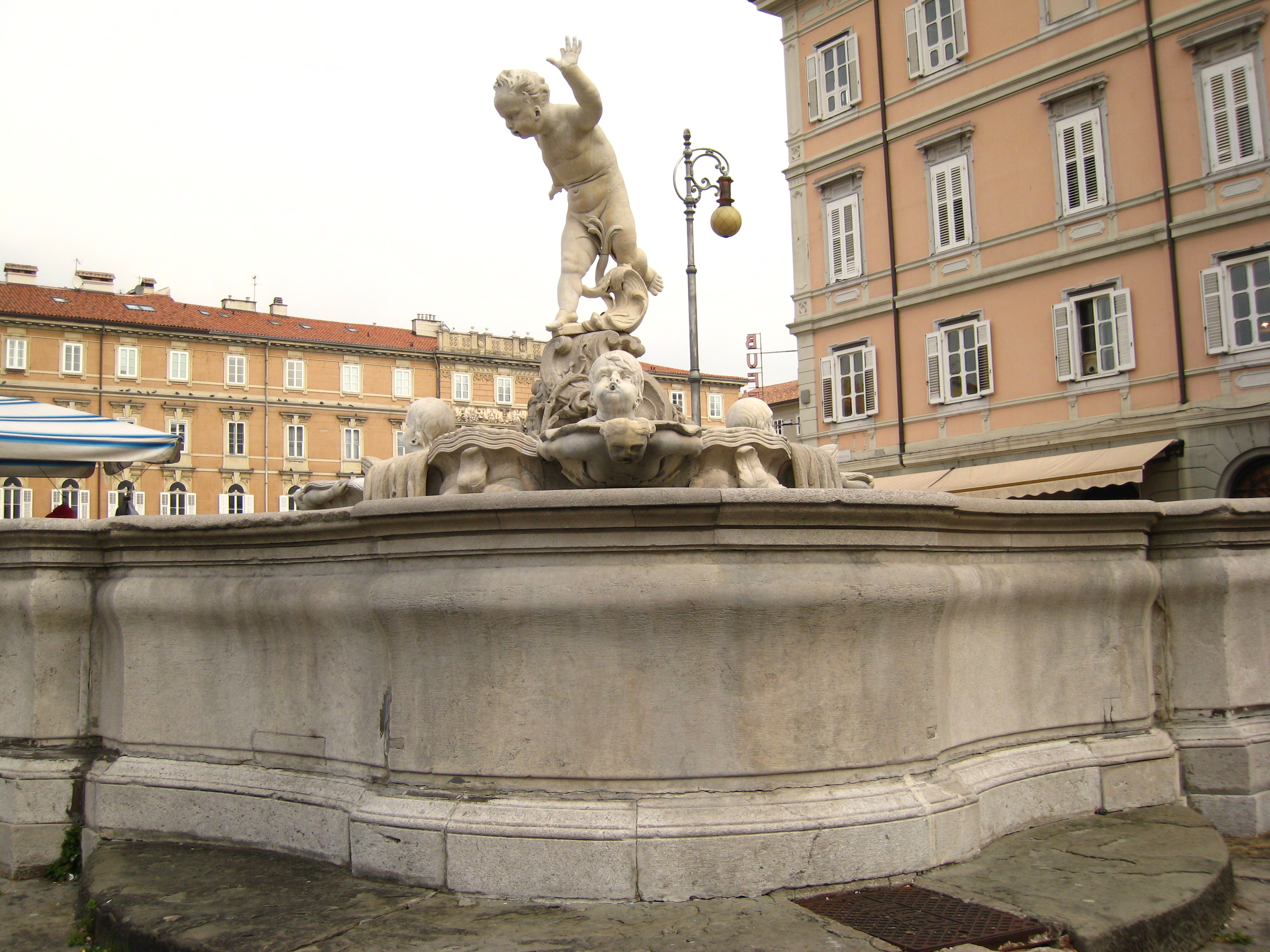
红桥广场喷泉

- 红桥广场
- 在运河的尽头有圣安多尼广场

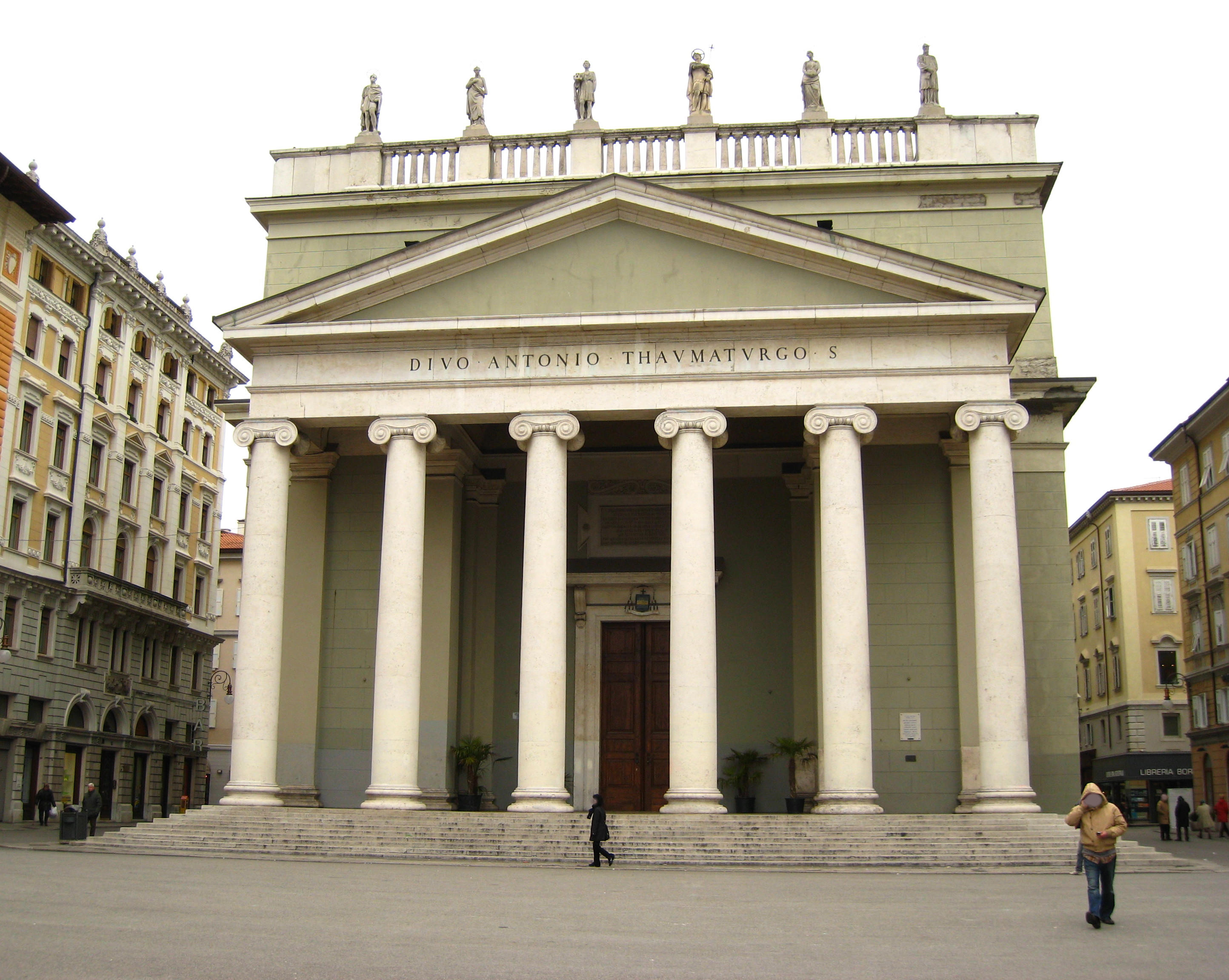
新圣安多尼堂
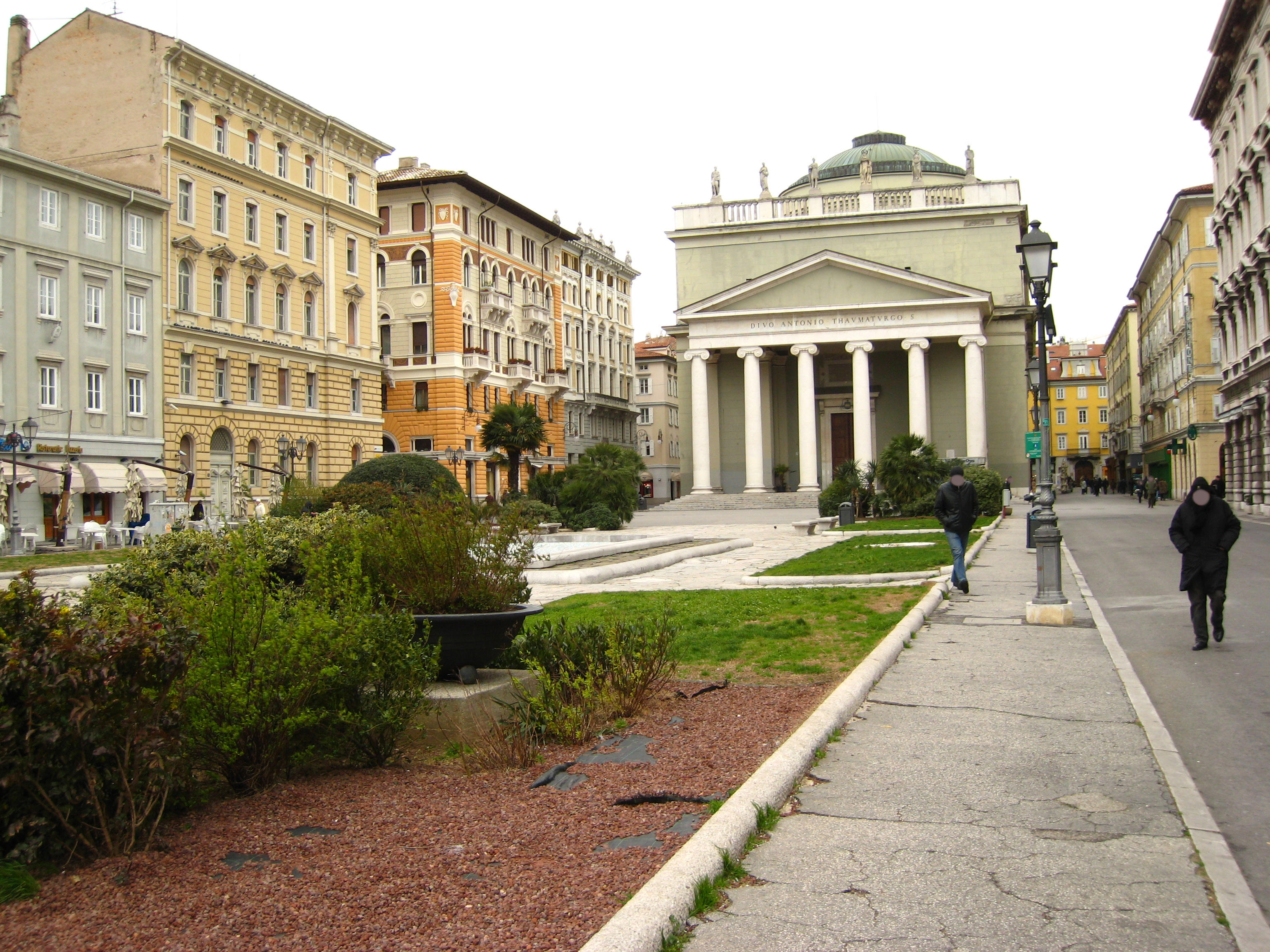
圣安多尼广场
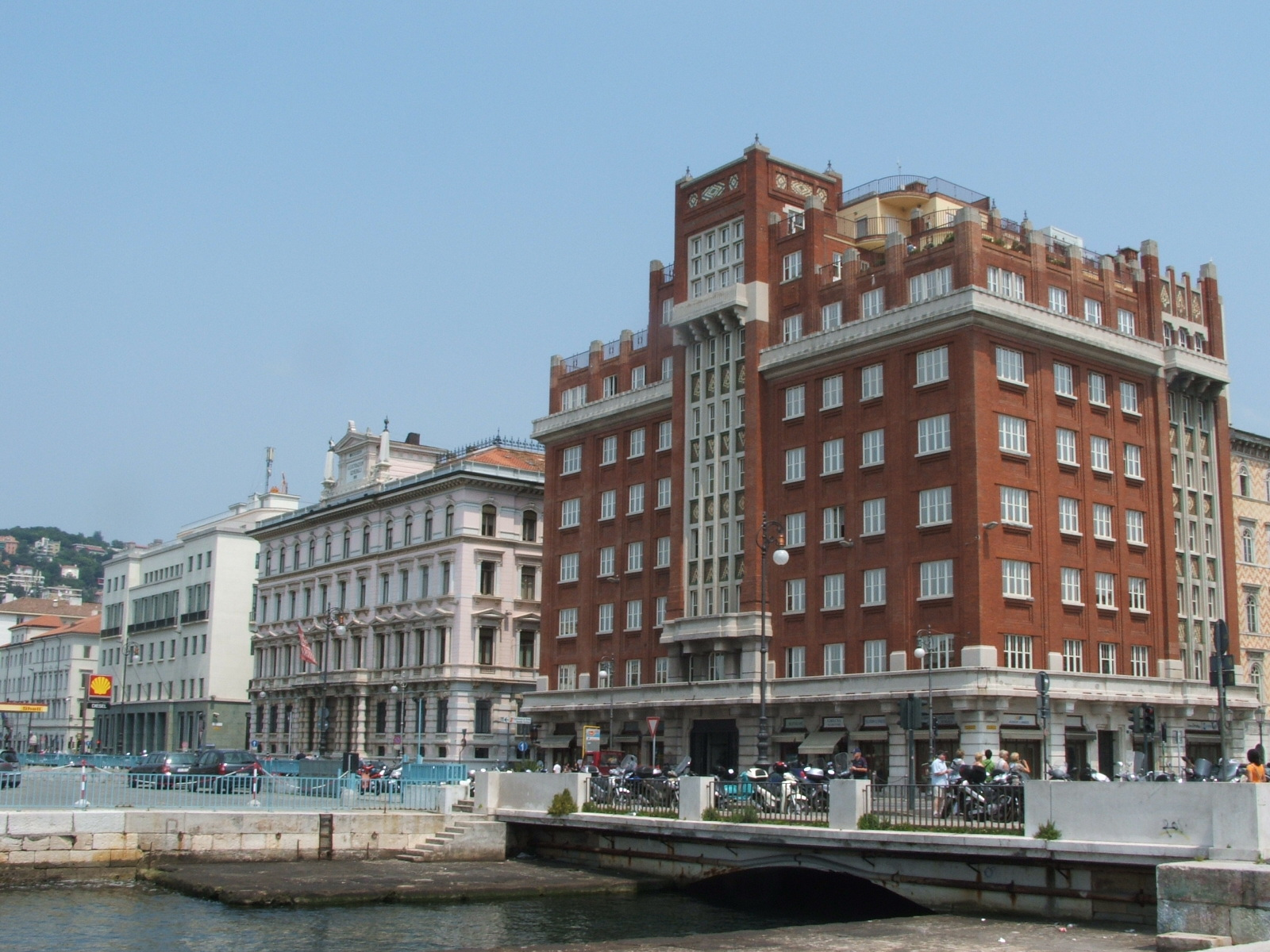
红色大厦
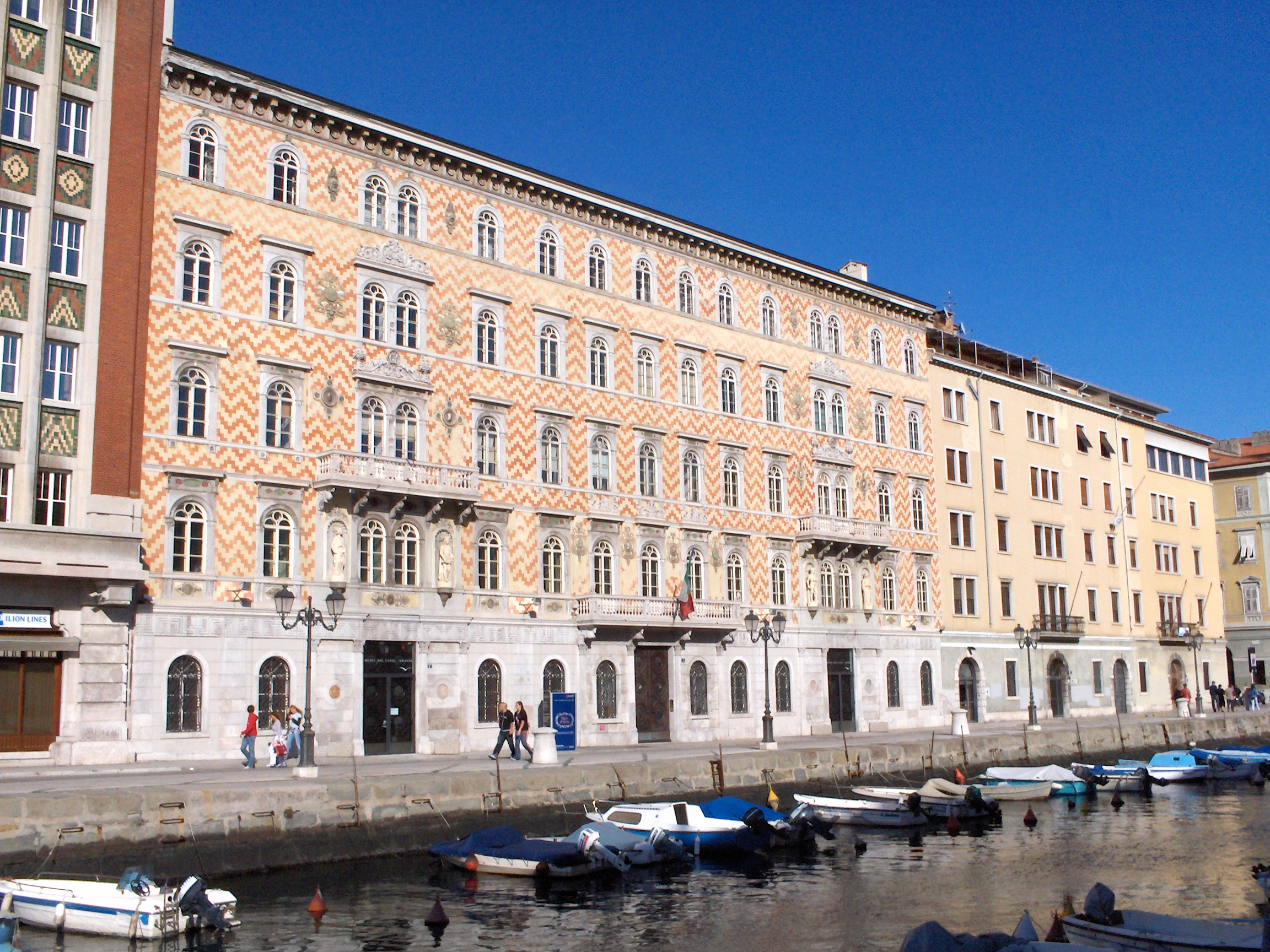
Gopcevich宫
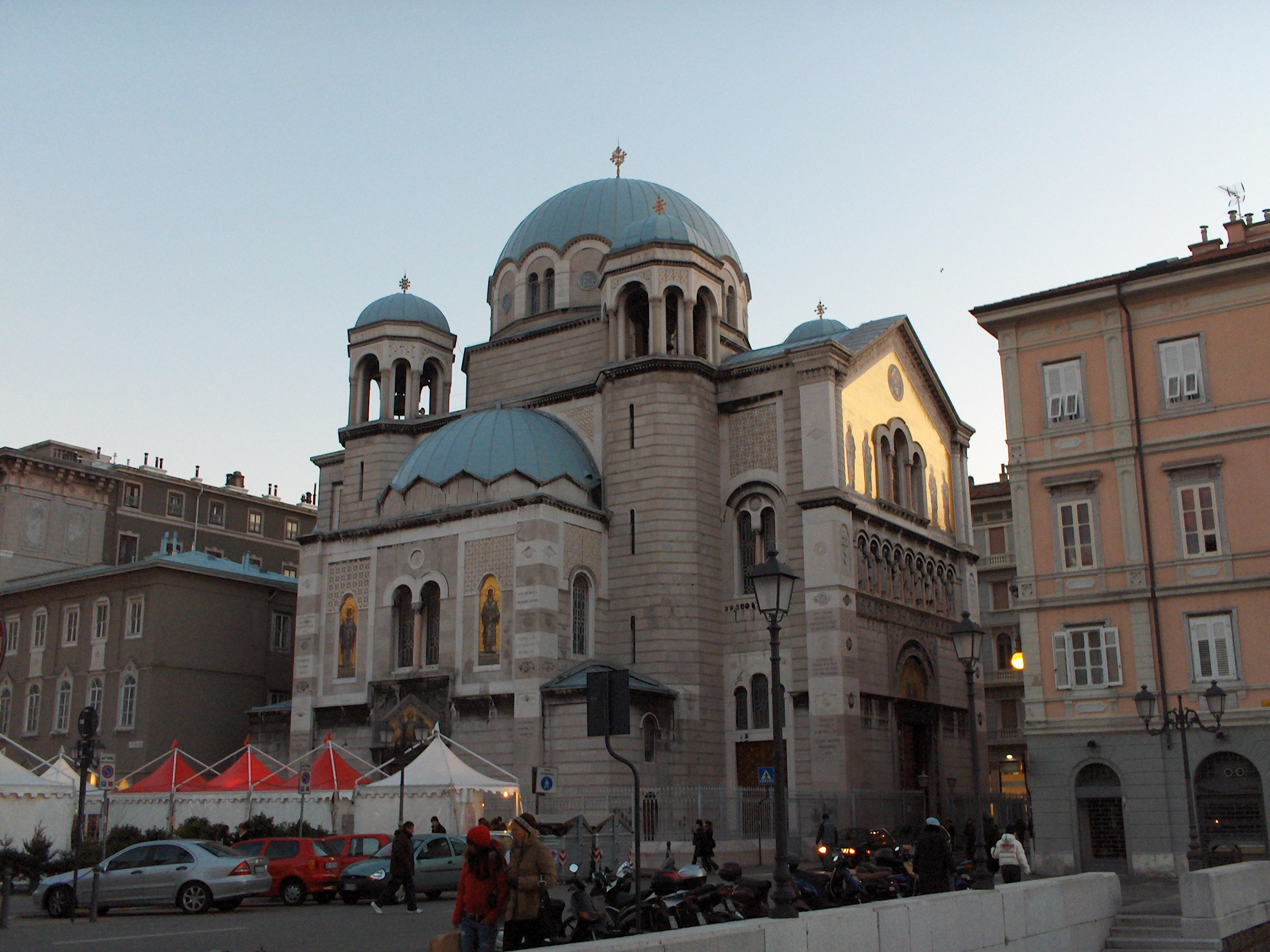
圣斯皮里第奥尼堂（tempio di San Spiridione）
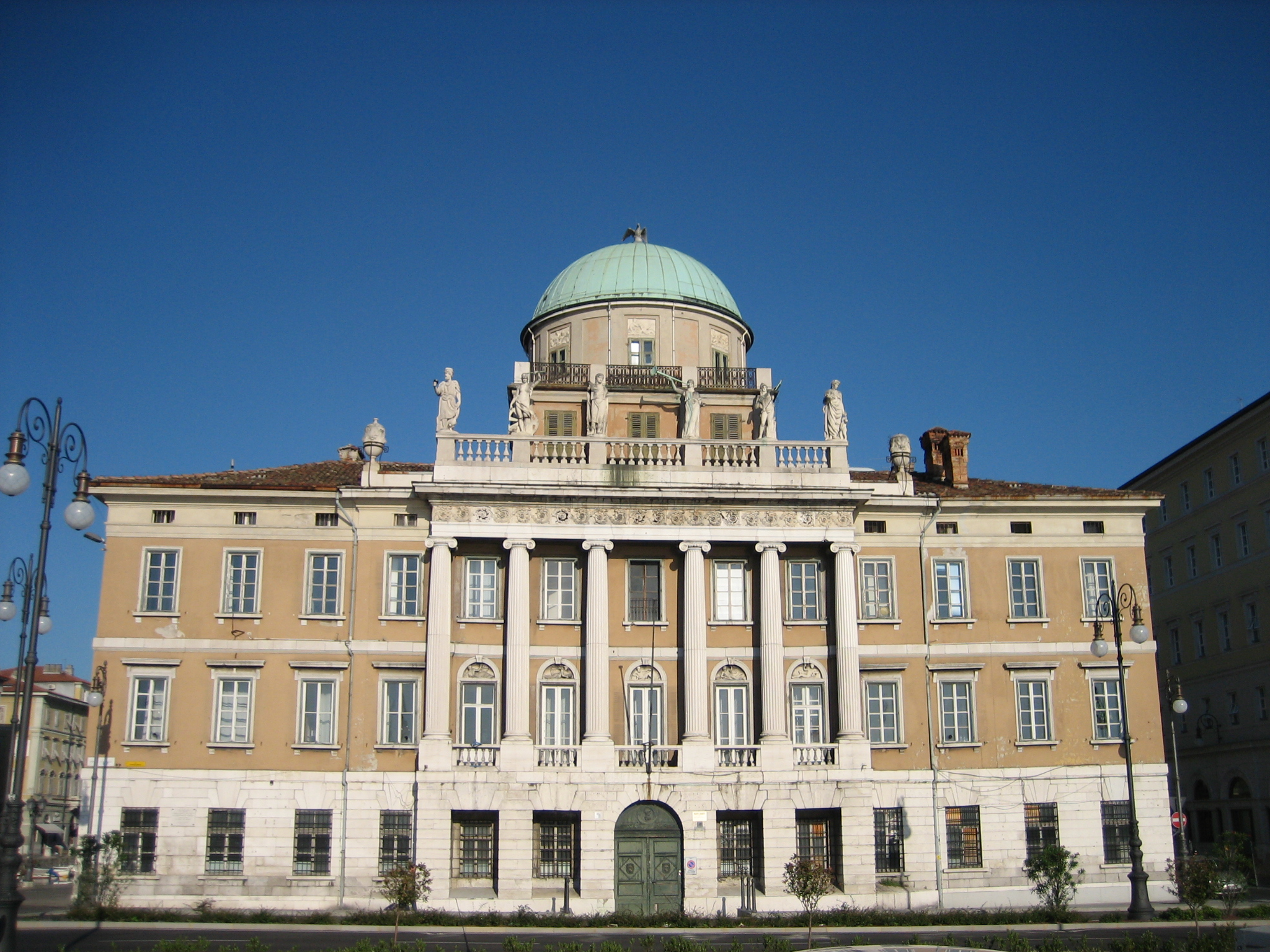
卡尔乔提宫（Palazzo Carciotti）